# غمدان (صنعاء القديمة)

تعديل مصدري - تعديل

حارة غمدان هي إحدى حارات مدينة صنعاء القديمة، بلغ تعداد سكانها 2659 نسمة حسب تعداد اليمن لعام 2004.